# Рожер Гедес
Рожер Гедес (порт. Roger Guedes, нар. 2 жовтня 1996, Ібіруба) — бразильський футболіст, нападник клубу «Корінтіанс». 
Виступав, зокрема, за клуби «Крісіума», «Палмейрас» та «Атлетіку Мінейру».

## Ігрова кар'єра
Народився 2 жовтня 1996 року в місті Ібіруба. Вихованець юнацьких команд футбольних клубів «Греміо» та «Крісіума».
У дорослому футболі дебютував 2014 року виступами за команду клубу «Крісіума», в якій провів два сезони, взявши участь у 24 матчах чемпіонату.
Своєю грою за цю команду привернув увагу представників тренерського штабу клубу «Палмейрас», до складу якого приєднався 2016 року. Відіграв за команду з Сан-Паулу наступний сезон своєї ігрової кар'єри. Більшість часу, проведеного у складі «Палмейраса», був основним гравцем атакувальної ланки команди.
До складу клубу «Атлетіку Мінейру» приєднався 2018 року. Станом на 24 червня 2018 року відіграв за команду з Белу-Оризонті 12 матчів в національному чемпіонаті.

## Статистика виступів

### Статистика клубних виступів
| Сезон              | Команда            | Чемпіонат          | Чемпіонат | Чемпіонат | Національний кубок | Національний кубок | Національний кубок | Континентальні кубки | Континентальні кубки | Континентальні кубки | Інші змагання | Інші змагання | Інші змагання | Усього | Усього | Усього |
| Сезон              | Команда            | Ліга               | Ігор      | Голів     | Ліга               | Ігор               | Голів              | Ліга                 | Ігор                 | Голів                | Ліга          | Ігор          | Голів         | Ігор   | Голів  |        |
| ------------------ | ------------------ | ------------------ | --------- | --------- | ------------------ | ------------------ | ------------------ | -------------------- | -------------------- | -------------------- | ------------- | ------------- | ------------- | ------ | ------ | ------ |
| 2014               | «Крісіума»         | A+КАТ              | 3+0       | 1+0       | КБ                 | 0                  | 0                  |                      | -                    | -                    |               | -             | -             | 3      | 1      |        |
| 2015               | «Крісіума»         | B+КАТ              | 21+19     | 2+2       | КБ                 | 2                  | 0                  |                      | -                    | -                    |               | -             | -             | 42     | 4      |        |
| 2016               | «Крісіума»         | B+КАТ              | 0+14      | 0+3       | КБ                 | 0                  | 0                  |                      | -                    | -                    | ПЛ            | 3             | 0             | 17     | 3      |        |
| Усього за Крісіума | Усього за Крісіума | Усього за Крісіума | 57        | 8         |                    | 2                  | 0                  |                      | -                    | -                    |               | 3             | 0             | 62     | 8      |        |
| 2016               | «Палмейрас»        | A+ПАУ              | 31+2      | 4+0       | КБ                 | 1                  | 0                  |                      | -                    | -                    |               | -             | -             | 34     | 4      |        |
| 2017               | «Палмейрас»        | A+ПАУ              | 26+12     | 4+4       | КБ                 | 4                  | 0                  | ЛЧ                   | 7                    | 0                    |               | -             | -             | 49     | 8      |        |
| Усього за кар'єру  | Усього за кар'єру  | Усього за кар'єру  | 128       | 20        |                    | 7                  | 0                  |                      | 7                    | 0                    |               | 3             | 0             | 145    | 20     |        |

## Титули і досягнення
- Чемпіон Бразилії (1):

«Палмейрас»: 2016
- Володар Кубка Китаю (1):

«Шаньдун Тайшань»: 2020